# Philippe Besombes
Pour les articles homonymes, voir Besombes.
Philippe Pierre Dominique Besombes, né le 21 janvier 1946 à Paris et mort le 4 mai 2018 à Versailles,, est un compositeur de musique contemporaine, ingénieur du son et producteur de musique français.

## Biographie

### Formation
Philippe Besombes grandit à Saint-Denis. Il commence une carrière de chercheur en chimie organique (maîtrise de chimie en 1969 à la Sorbonne et thèse de Doctorat  au CNRS de Gif-sur-Yvette en 1972). En même temps il se passionne pour le jazz et la musique contemporaine. Il construit son propre studio de création électro-acoustique. Ses premières œuvres construites voient le jour à partir de 1971. "PJF 137" est sélectionnée pour la biennale d'Art Contemporain de Paris cette même année. À cette époque il collabore avec un autre musicien Jean François Dessoliers et le groupe compose des musiques pour la compagnie de ballet : "Anne Beranger - Joseph Russilio".
La musique électronique et concrète permet à Philippe Besombes de créer des œuvres où il exprime son analyse de l'être humain enchaîné par la société électro-industrielle.

### Carrière

#### Années 1970
En 1972, il rencontre Jean Michel Jarre, avec qui il partage la même conception et la même approche de la musique électronique. 

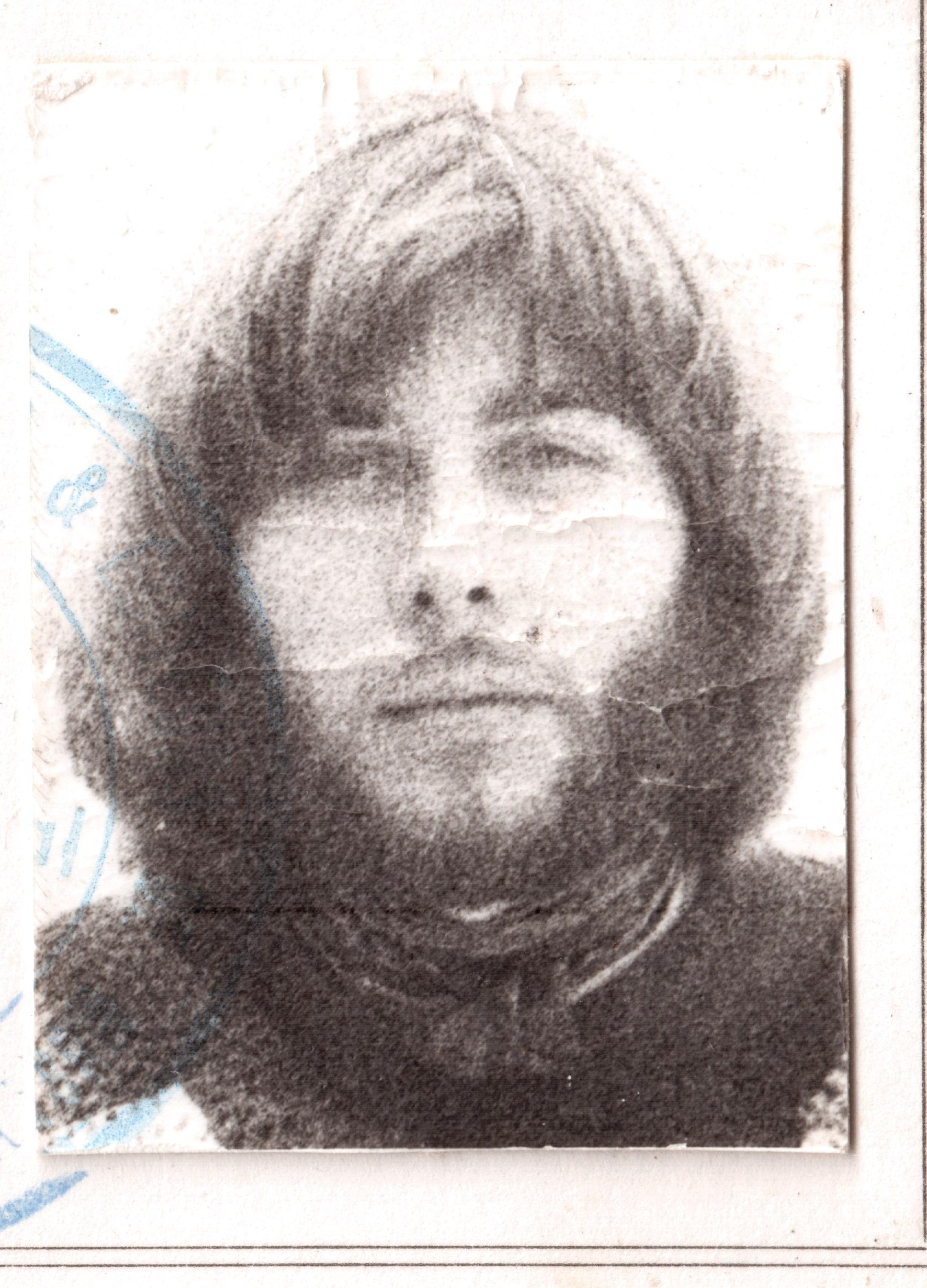
Philippe Besombes en 1972

En 1973, il est sollicité par le "Groupe Pattern" (collectif de 3 réalisateurs cinématographiques) pour qui il compose la bande originale du film Libra: film « underground » français qui rompt avec les traditions. La musique originale de Philippe Besombes est « une musique de rêve et de science fiction qui se transforme parfois en un rock violent composé de rythmiques synthétiques puissantes. » "C'est la juxtaposition gonflée d'ambiances curieuses et différentes, qui marquèrent d'ailleurs Current 93, et lui confère un caractère de messe moire gothique mêlant électroacoustique, psychédélisme, piano préparé et folk décadent dans un drôle de chaudron magique." 
De 1972 à 1974, il assure la direction technique du Festival de musique contemporaine de La Rochelle, ancêtre des Francofolies. Il collabore à ce titre avec Iannis Xenakis, Pierre Boulez, Karlheinz Stockhausen, Georges Aperghis, Michel Portal, Les Percussions de Strasbourg, Ennio Morricone et Bob Wilson… Pour eux il assure la coordination artistique et la fonction d'ingé-son.
En 1974, il recherche de nouveaux modes d'expression pour ses créations, il contacte Carolyn Carlson, danseuse et chorégraphe américaine responsable du GRTOP (groupe  de recherche théâtral de l'Opéra de Paris), pour qui il compose plusieurs musiques de ballet dont L'Or des Fous jouée pendant 3 semaines à guichet fermé au Théâtre de la Ville. Pour ces concerts-ballets, les traitements électro-acoustiques sont réalisés en direct et la musique diffusée en quadriphonie. Ils créeront ensemble Synthetik pour le Johann Strauss Festival à Vienne, ainsi que d'autres ballets comme Trio ou Pawa 1. 
Philippe Besombes travaille également pour Brigitte Lefevre danseuse et chorégraphe de la compagnie "Le Théâtre du Silence" d'où naitront les musiques des  ballets  Ceci est Cela, orienté plus basiquement électro ou encore Traversée et Seul. Toutes ces musiques de ballet seront regroupées dans un album intitulé ESOMBESOMBESOM… ou Ceci est cela. Cet album explore la solitude de l'individu tiraillé entre deux univers : le monde extérieur et son intérieur propre. Pris entre les deux engrenages, son comportement est nécessairement comme-ci, comme-ça.
En 1975, Philippe Besombes rejoint Luc Ferrari et quelques autres musiciens dont David Gisse et Jean Louis Rizet pour créer "L'atelier de Libération de la Musique" et réaliser une série de concerts (Espace Cardin, Musée Gallièra…).
Au sortir de cette période, il se passionne plus  pour les synthétiseurs (ARP2600, AKS, MiniMoog, Polyphonic Ensemble Korg, Roland SH 3, Korg 700 et Mellotron) que pour les éprouvettes, il abandonne définitivement  son travail de chercheur pour officier dans son studio d'enregistrement, studio dans lequel il continue encore aujourd'hui, d’œuvrer pour des stars du rock. Ses albums gravés sous son nom anticipent les bouleversements à venir du côté des musiques de traverses.
Philippe Besombes et Jean Louis Rizet également en 1975 composent pour le label Pôle un double album de musiques électroniques  et planantes, où l'on trouve une synthèse de toutes les formes de musiques de ce style. De cette collaboration naîtra le double album Pôle: Besombes/Rizet, qui se « présente comme une longue ode dédiée aux synthés analogiques, clavier Farfisa et autre Mellotron, dont les vertus hypnotiques rappellent Terry Riley et les groupes officiant en Allemagne au même moment. »
À partir de 1976, Philippe Besombes entreprend la création d’Hydravion. Commencée en solitaire, l’œuvre devient celle d'un groupe qui se baptise tout naturellement du même nom. Autour de Philippe Besombes on trouve Cooky Rhinoceros, guitariste, et Chris saint Roch, bassiste, qui forment l'ossature d’Hydravion. Le groupe est extensible et c'est douze musiciens qui se produisent en live à l'Académie de Musique des Arcs en août 1977. Philippe Besombes, tantôt aux synthés , tantôt à la guitare, et toujours à la console, aime introduire dans sa musique des sons enregistrés « sur le vif » : dans Metropolitain on entend effectivement le métro capté à l'aide d'un Nagra, et dans Triste Fin ont découvre des explosions de bocaux d'oxygène ! Le groupe défini sa musique comme du rock électronique plutôt que de la musique cosmique. Le premier album, dont la pochette est signée Jean-Baptiste Mondino, est favorablement accueilli par la critique, et donne naissance à de nombreux génériques TV et radio (magazine Vécu sur France Inter, Élection présidentielle de 1981 sur TF1, Des Hommes sur Antenne2…). En 1980, après 500 heures d'enregistrement, sort le deuxième album d' Hydravion : Stratos Airlines, caractérisé par un savant amalgame de guitares, de synthétiseurs, de voix et de rythmiques. Pour cet album, Philippe Besombes s'entoure à nouveau de Cooky Rhinoceros (guitares six et douze cordes) et de Dolores De Las Palmeras (chant).
C'est en 1974 qu'il crée officiellement les Studios du Chesnay où il transforme son studio « électro » en une structure commerciale mise à disposition de la clientèle. Implanté dans la banlieue Ouest de Paris (Le Chesnay puis Versailles), Philippe Besombes est le précurseur de l’essor électro-rock que connait encore cette région. En effet, de nombreux groupes viennent y enregistrer démos et albums. Petit à petit, Versailles a vu naître des groupes célèbres et prestigieux tels Phoenix, Daft Punk, Air, Alex Goffer, Étienne de Crécy ou Orgasmic, en même temps une multitude de petits studios viennent s'installer dans cet environnement dont il fut le pionnier.

#### Années 1980
Au début des années 1980, Philippe Besombes commercialise la marque « Studios du Chesnay » sous forme d'une franchise de studios implantés dans plusieurs villes de France.
En 1986, il crée la SARL Versailles Station, structure de plusieurs studios haut de gamme, dont il est encore le gérant. En 1987, il participe à la création de l'ASF (Association des Studios Français) et est élu au poste de trésorier (1987-1995), puis de secrétaire général (1995). 
En 1988, il réalise également un album pour enfants Le Top des tout P’tits vendu à plus d'un million d'exemplaires CBS (double disque d'or).

#### Années 1990
En 1990, il crée la SARL NGB Records et le label Only Rock, spécialisé dans le hard rock français (il en est le directeur artistique et le responsable de la production). À ce titre le label enregistre, produit et distribue de nombreux groupes français.
En 1992, il s'associe avec le studio new-yorkais Power Station pour des réalisations franco-américaines : coproduction entre autres avec Tony Bon Jovi et Renaud Hantson de l'album éponyme de Deborah Lee.
De 1996 à 1998, il assure également la mise en place et la direction des studios Ramses II, studios s'étalant sur une surface de 1 500 m2 spécialisés dans la post-production et les séries d'animations dont certaines deviennent cultes : Oggy et les Cafards, Les Zinzins de l'espace ou encore Dragon Flyz dont il est le directeur de production.

#### Années 2000

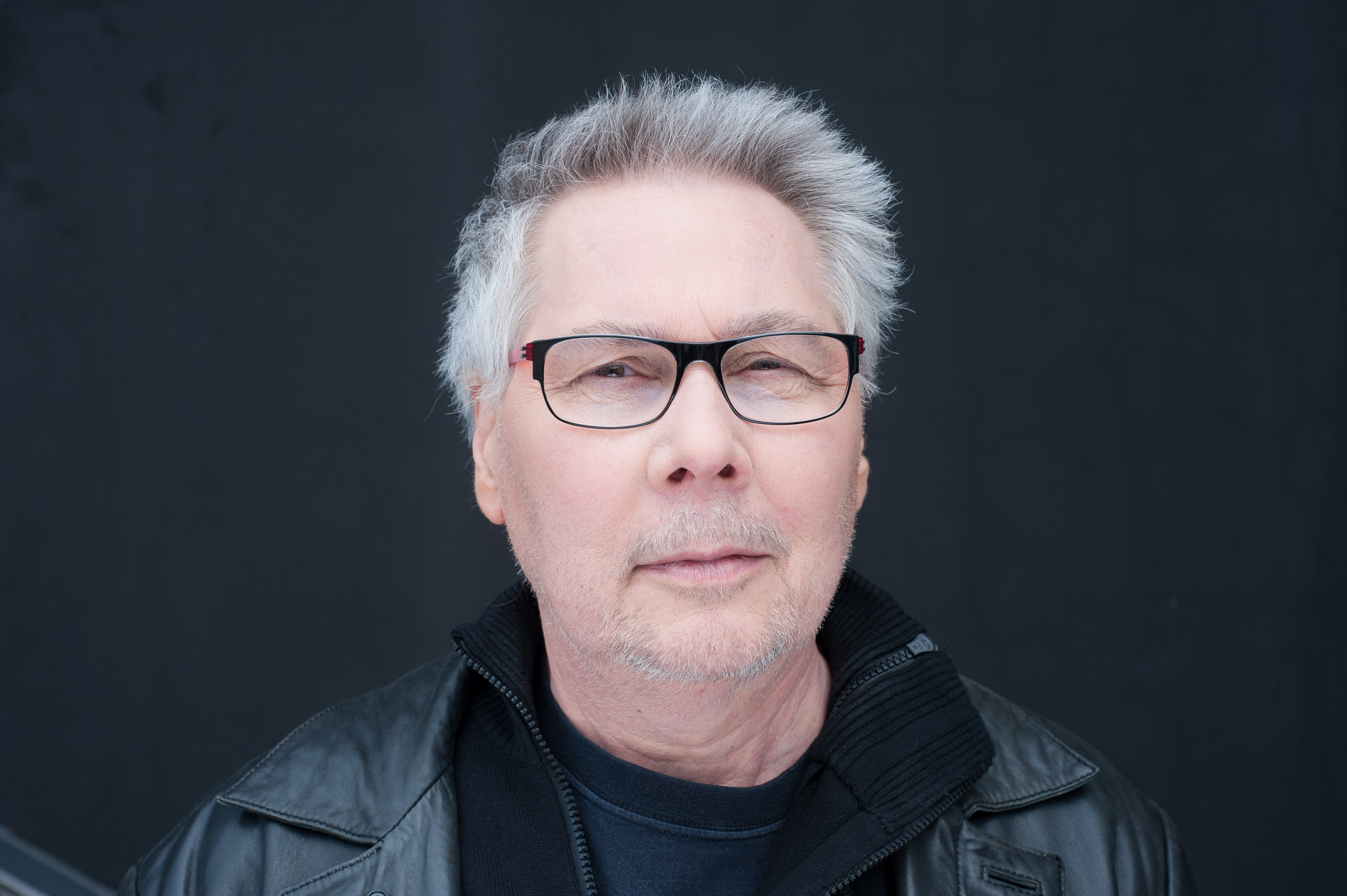
Philippe Besombes en 2013

Au début des années 2000, à la demande de la major (Sony-BMG), il produit, compose et réalise des albums pour les bébés : Berceuses, Bébé de l'an 2000, Bébé gym, Bébé nature, Bébé Soleil, Bébé dort, Bébé Noël, Bébé Détente et Bébé Berceuse). Cette collection remporte un vif succès et est récompensée par un disque d'Or pour 200 000 exemplaires vendus.[réf. nécessaire] Durant la même période il mixe également des titres dance pour l'album d'Arno du Chesnay C'est clair et pour le groupe Superfunk : Lucky Star pour Virgin également disque d'or.
En 2002 / 2003, il crée pour Warner une nouvelle collection enfants : ti n’Enfants de 43 albums pour les petits. Au sein de cette collection, il assure l'écriture, la composition, la production et la réalisation de 14 albums comprenant contes, histoires et chansons.
Producteur, réalisateur et coauteur du Groupe Dezil' (disque de Diamant en 2005 650 000 exemplaires vendus), il assure également la production et l'écriture du clip San ou (La Rivière). En 2006, il adapte, produit et réalise les singles suivants du groupe Dezil' Laisse tomber les filles…adaptation de Pass the Dutchy… de Musical Youth (disque d’or) dont il produit et écrit également le clip ainsi que celui du single suivant : Tu peux crier également disque d'or.
Il est producteur exécutif et auteur de  la série TV Babynoo (50 épisodes), diffusé sur la chaîne BabyTV de 2007 à 2012. En 2007 également, il produit, réalise et écrit la série TV Les comptines d’Anita  et compose les chansons de l’album Histoires et Chansons de Pirates Sony BMG.
En 2009, il produit les albums de Dezil' Black Queen, et Bébé chante (Sony Music). Il est producteur, réalisateur et auteur de l’émission de télévision L’avis à Dulcy diffusée sur la chaîne TVFil 78, émission satirique où un rappeur Dulcy raconte en rap ses déboires dans la cité.
Ses albums des années 1970/80 atteignent aujourd'hui des cotes faramineuses[réf. nécessaire], ils sont réédités en 2004 par un label israélien  Mio Records: Libra, "Besombes/Rizet et Ceci Est Cela, ainsi que des bonus tracks composées dans les mêmes années. Le vinyle 33 t de l'album Libra est ré-édité dans une série limitée tirée à 500 exemplaires par le label espagnol Wah Wah Records.

#### Années 2010
En 2011, il se tourne vers la réalisation de clips. Il écrit et réalise successivement les clips : Mon amant de Saint-Jean d'Annie Martin, Le mouton blanc du groupe Zouk Fun et Margarita du groupe Los Del Mar tourné à Miami.
En 2012, il compose 6 chansons pour l'album de Véronique Jannot Tout doux (Play On). Il collabore avec Frédéric Labonne pour l'album Ambience et produit, réalise et compose l'album Les Mamans dédié au bien-être des « tout-petits ».

## Discographie

### Compositeur
- 1975 : LIBRA, pôle 004,  LP 33 t
- 1975 : BESOMBES RIZET, pôle 006/007,  double LP 33 t
- 1978 : HYDRAVION, cobra 37012,  LP 33 t
- 1979 : ESOMBESOMBESOM, divox A3305,  LP 33 t
- 1980 : STRATOS AIRLINES HYDRAVION, Carrere 631/673510,  LP 33 t
- 1982 : LA GUERRE DES ANIMAUX, Cezame/argile RCM9,  LP 33 t
- 1983 : CITY AND INDUSTRY, Cezame/argile RCM15,  LP 33 t
- 1999 : COSMOS, Sony Music CD Ver4941122
- 1999 : BERCEUSES, Sony Music CD Ver4941062
- 2000 : MiniGirls, Edel 51142 CD
- Collection Bébé d'Or : (disque d'or), Sony Music
  - 2000 : bébé de l'an 2000
  - 2002 : bébé nature
  - 2002 : bébé gym
  - 2002 : bébé Noël
  - 2003 : bébé soleil
  - 2004 : bébé dort
  - 2005 : bébé détente
  - 2006 : bébé berceuses
- 2003 : Collection Ti n'Enfants, WARNER 
  - Rêves de bébés
  - En skate
  - Animo
  - Mini Comedy
  - Mort de Rire
  - Les comtes de Julie (9 albums)
- 2003 : ARNO DU CHESNAY, se'd 100703SC807
- 2007 : HISTOIRES ET CHANSONS DE PIRATES, Sony BMG 8697164382
- 2012 : AMBIENCE, zikinstock

Ré-éditions : 
- 2004 : LIBRA, Mio records 008,  CD
- 2004 : BESOMBES RIZET, Mio records 009,  CD
- 2004 : ESOMBESOMBESOMBES - Ceci est Cela, Mio records 010,  CD
- 2010 : LIBRA, wah wah records, LP 33 t édition limitée
- 2012 : COSMOS, numérique Believe

## Divers

### Samples
Les albums de Philippe Besombes Libra, Ceci Est Cela et Pôle: Besombes/Rizet ont été de nombreuses fois samplés par de nombreux DJ et il a influencé des groupes musicaux tels Sonic Youth, Nurse With Wound, ou Current 93